# Herman von Nördlinger
Herman von Nördlinger (ou Hermann Nördlinger) (né à Stuttgart le 13 août 1818 et mort à Ludwigsbourg le 19 janvier 1897) est un forestier wurtembergeois, botaniste et entomologiste, professeur de sylviculture à l'université de Tübingen et inspecteur des forêts à Hohenheim.
Entre 1852 et 1888, il publie divers ouvrages contenant des sections transversales en lames minces des bois des principales essences du monde entier.

## Publications
- Mémoire sur les essences forestières de la Bretagne, Nantes, 1845, 137 p.
- (de) Querschnitte von hundert Holzarten, umfassend die Wald- und Garten-, so wie die gewöhnlischsten ausländischen Bosket-Bäume Deutschlands. Zur Belehrung für Forstleute, Landwirthe, Botaniker, Holztechnologen, Stuttgart Augsburg, J.G. Cotta, 1852-1888, 11 volumes.
- Collection de 60 sections transversales de bois des essences forestières les plus importantes à lʼusage des élèves de lʼécole impériale forestière de Nancy, destinée à accompagner la description des bois des essences forestières les plus importantes par M. Auguste Mathieu, Grimblot et veuve Raybois, Nancy, 1855[1].
- (de) Fünfzig Querschnitte der in Deutschland wachsenden hauptsächlichsten Bau-, Werk- und Brennhölzer – für Forstleute, Techniker und Holzarbeiter. Cotta, Stuttgart, Augsburg, 1858, 1884.
- 50 cross sections, avec un texte de Shapranov en russe, St. Petersburg, 1868.
- Les bois employés dans lʼindustrie. Descriptions accompagnées de cent sections en lames minces des principales essences forestières de la France et de lʼAlgérie, Rothschild, Paris, 1872.
- Collection de 60 sections transversales de bois des essences forestières les plus importantes à l'usage des élèves de l'École forestière de Nancy, Nancy, N. Grosjean, 1880.
- (en) Sections of fifty Indian woods with a descriptive list. For use of students at the Dehra Dun Forest School, Dehra Dun, 1882?.

Nördlinger est aussi l'auteur de quelque 260 articles, la plupart publiés dans Kritische Blätter für Forst- und Jagdwissenschaft, dont il est éditeur de 1860 à 1871.

## Abréviations botaniques
Herman von Nördlinger est l'un des rares botanistes à avoir deux abréviations reconnues et conservées sciemment.
Nördl. est l’abréviation botanique standard de Herman von Nördlinger.
Consulter la liste des abréviations d'auteur en botanique ou la liste des plantes assignées à cet auteur par l'IPNI, la liste des champignons assignés par MycoBank, la liste des algues assignées par l'AlgaeBase et la liste des fossiles assignés à cet auteur par l'IFPNI.
Noerdl. est l’abréviation botanique standard de Herman von Nördlinger.
Consulter la liste des abréviations d'auteur en botanique ou la liste des plantes assignées à cet auteur par l'IPNI, la liste des champignons assignés par MycoBank, la liste des algues assignées par l'AlgaeBase et la liste des fossiles assignés à cet auteur par l'IFPNI.